# Ceridwen (prénom)
 (signalé en juin 2025).
Si vous disposez d'ouvrages ou d'articles de référence ou si vous connaissez des sites web de qualité traitant du thème abordé ici, merci de compléter l'article en donnant les références utiles à sa vérifiabilité et en les liant à la section « Notes et références ».
- Archive Wikiwix
- Bing
- Cairn
- DuckDuckGo
- E. Universalis
- Gallica
- Google
- G. Books
- G. News
- G. Scholar
- Persée
- Qwant
- (zh) Baidu
- (ru) Yandex
- (wd) trouver des œuvres sur Wikidata

Ceridwen est un prénom féminin d'origine galloise.

## Étymologie
- Ceridwen signifie Poétesse blanche (de Cerdd et Gwen).

## Personnalité
- Ceridwenn, magicienne légendaire de la mythologie celtique, mère du barde gallois Taliesin.